# Salceda de Caselas
Salceda de Caselas – gmina w Hiszpanii, w prowincji Pontevedra, w Galicji, o powierzchni 35,92 km². W 2011 roku gmina liczyła 8835 mieszkańców.